# Alldeutscher Verband
Le Alldeutscher Verband (ou la ligue pangermaniste) a existé de 1891 à 1939 et était le plus petit en nombre – mais pas sur le plan financier – des mouvements agitateurs existant dans l’Empire allemand. Il était perçu comme un groupement des plus bruyants et des plus influents. Son programme basé sur le pangermanisme était expansionniste et nationaliste. En particulier dans l’empire austro-hongrois des Habsbourg un antisémitisme et un anti-slavisme s’étaient déjà fait jour avant la Première Guerre mondiale. Sur une base régionale, le Alldeutscher Verband s’affichait en union personnelle avec les groupements appelés Kriegsvereinen (groupements bellicistes).

## Histoire

### Prologue
Le déclencheur initial de la fondation du Alldeutscher Verband fut la signature du traité Heligoland-Zanzibar le 1er juillet 1890. Alfred Hugenberg publia dans plusieurs journaux un appel qui demandait la création d’un Nationalverein (ligue nationale) pour la défense des intérêts coloniaux allemands. Ceci déboucha sur une réunion le 28 septembre 1890 à Francfort-sur-le-Main, que les membres du Alldeutscher Verband allaient par la suite considérer comme l’événement fondateur de leur association. Parmi les membres fondateurs figuraient Alfred Hugenberg, Emil Kirdorf, Emil Possehl (de) (initiateur de la fondation Possehl en 1915), Friedrich Ratzel et d’autres.

### Développement jusqu’en 1918
Le 9 avril 1891 le « Allgemeine Deutsche Verband » vit le jour à Berlin avec le soutien de Carl Peters. Ce ne fut qu’en 1894 qu’il reçut le nom de Alldeutscher Verband. Dans l’acte constitutif, il était précisé que la nouvelle association n’entendait pas combattre le gouvernement, mais souhaitait le rendre sensible à l’esprit de son programme. Les buts fondamentaux étaient de ranimer la conscience nationale, d'organiser l’administration et le soutien des intérêts allemands à l’étranger et d'exiger une politique en faveur des intérêts allemands marquée par des actes.
La dénomination « Alldeutsch » (tout allemand, pangermain en français), au départ conçue essentiellement comme un élargissement de « Reichsdeutsche » (empire allemand), avait dans les expressions utilisées au sein du groupement une seconde signification, celle « d’une fidélité patriotique particulière »; - l’expression devint un comparatif du mot « Deutsch » (allemand).
La reconnaissance par les Alldeutschen de la complète communauté de tous les Allemands, et pas seulement de ceux qui se trouvaient au sein des frontières de l’empire, et leur approche völkisch faisaient naturellement de la maison des Habsbourg la cible principale de leur propagande, puisque c’est en Autriche-Hongrie que se trouvaient les groupes de populations germanophones les plus importants qui ne faisaient pas partie de l’empire allemand.
Au cours des premières années d’existence du mouvement, il y eut d’innombrables discussions sur les orientations à adopter. Ainsi, le président de l’époque, Karl von der Heydt, défendait l’idée que le groupement devait créer son propre parti politique, alors que ses opposants exigeaient au contraire une stricte indépendance et le maintien du mouvement en dehors de la politique des partis. Ce fut en définitive cette position qui finit par s’imposer. Le programme Alldeutsch était déjà fixé dans ses tendances fondamentales dès les années 1890. Expansion, développement de la flotte, soutien à ce qui accentuait le caractère national allemand et combat contre les minorités de l’Empire allemand. Ce dernier aspect visait en particulier les Polonais à l’Est et les Alsaciens-Lorrains.
La journée de l’association de 1903 créa une césure dans l’histoire du Alldeutscher Verband. Le futur président Heinrich Class y tint un discours intitulé « Bilan de la nouvelle orientation ». Par ce discours, dans lequel il s’en prenait aigrement non seulement au chancelier von Bülow, mais aussi à l’empereur allemand, le Alldeutscher Verband matérialisa son passage à l’opposition nationale. En substance, on reprochait à l’Empire allemand ses renoncements en matière de politique étrangère et on exigeait une représentation plus énergique de l’Allemagne vis-à-vis de l’étranger. L’opposition croissante du groupement contre la direction de l’Empire et Guillaume II conduisit le groupement au bord de la rupture interne.

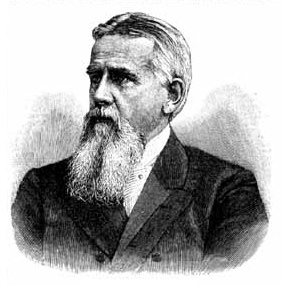
Friedrich Ratzel

C’est pour cette raison qu’en 1908 Class, qui avait été élu président du groupement, se sentit d’une part obligé de mettre un frein aux critiques acerbes à l’encontre de la politique de la direction de l’empire et, d’autre part, en particulier dans la question de la politique allemande à l’égard de l’Autriche-Hongrie – de revoir entièrement la ligne défendue jusqu’alors par le groupement. Alors que, jusqu’en 1908, la question de l’annexion des territoires germanophones de l’Autriche-Hongrie à l’Empire allemand était un point central, on allait désormais se contenter de recommander un lien étroit entre la double couronne habsbourgeoise et l’Empire allemand. Ceci souleva toutefois une certaine opposition au sein de l’association. Theodor Reismann-Grone (de) en particulier, éditeur du très influent Rheinisch-Westfälische Zeitung (de) se déclara entièrement contre l’orientation modifiée par Class. Jusqu’à ce qu’éclate la Première Guerre mondiale, ce dernier n’osa pas assumer ouvertement le conflit avec Reismann-Grone car il redoutait que cela ne conduise à un schisme au sein du groupement, ce qui aurait eu raison de l’influence que ce dernier avait sur le plan politique. En outre, le groupement faisait face à de considérables problèmes financiers qui l’empêchèrent au moins jusqu’à la Première Guerre mondiale d’arriver à une consolidation. S’ajoutaient à cela les contradictions croissantes avec d’autres associations nationalistes. Pour ces raisons, le gouvernement de Berlin parvint à tenir le Alldeutscher Verband à l’écart jusqu’à la Première Guerre mondiale et à ne l’utiliser qu’en fonction de ses intérêts. Mais même à l’occasion de la seconde crise du Maroc, le secrétaire d’État aux Affaires étrangères prit ses distances par rapport aux positions défendues par la direction du groupement.
Ainsi la sortie de la seconde crise marocaine montra les limites auxquelles se heurtaient les membres du Alldeutscher Verband lorsqu’ils essayaient d’exercer une pression effective sur le gouvernement. Pour cette raison, leur influence sur l’opinion publique en Allemagne resta plutôt réduite. Aux yeux des Alldeutschen, le gouvernement dirigé par Bethmann-Hollweg avait cédé devant la France. Pour le Alldeutscher Verband, ceci signifiait un rejet de la politique nationale allemande. Par conséquent, les pangermanistes exigèrent un renforcement de l’armée. La collaboration avec les autres groupements nationalistes resta toutefois réduite. À aucun moment, le Alldeutscher Verband ne put jouer en Allemagne un rôle décisif au sein des groupements nationalistes avant la Première Guerre mondiale. En définitive, les discussions internes au groupement en furent la cause. Elles eurent pour conséquence qu’au moment de la déclaration de guerre la Rheinisch Westfälische Zeitung, l’organe de Reisman-Grones allait être interdite, en même temps que le journal social démocrate Vorwärts, parce que ce journal s’était prononcé de façon très décidée contre l’entrée en guerre de l’Allemagne aux côtés de l’Autriche-Hongrie.
La pensée des pangermanistes été pénétrée des enseignements du darwinisme social et de Lamarck, du Kampf ums Dasein (se battre pour être présent), du « Recht des Stärkerens » (le droit du plus fort) et la conviction que le peuple allemand en croissance rapide avait besoin de plus d’espace vital (Lebensraum en allemand) pour pouvoir survivre. Lors de la fondation du Alldeutscher Verband, on disait : « il faut vivre à nouveau l’antique Drang nach Osten ». Si on leur faisait le reproche qu’ils refusaient aux minorités les droits que pour leur part ils revendiquaient au profit de leurs congénères à l’étranger, ils admettaient souvent ne représenter que les intérêts de la nation allemande et donc d’avoir élevé leur nationalisme au rang de programme idéologique.
Le puissant écho que les Alldeutschen provoquaient avant et pendant la guerre à l’étranger, se retrouva toutefois moins mis en évidence dans les publications officielle du groupement qui, pour des raisons tactiques, se présentait comme « modéré et plein de mesure » que dans les écrits de ceux qu’on appelait les « Alldeutschen sauvages ». C’est la raison pour laquelle les ouvrages les plus connus et les plus complets des auteurs étrangers qui s’intéressent au danger représenté par le Alldeutscher Verband, ne contiennent qu’une fraction négligeable des propos qui sont attribuables au groupement. Les cercles Alldeutschen étaient imprégnés d’un antisémitisme sombre et acéré, d’un complexe obsidionnal exigeant l’expansion et de la reconnaissance de la guerre comme une force vitale créatrice, comme « régénérateur et conservateur, le grand médecin et jardinier, qui accompagne l’humanité vers son plus grand développement ». L’État que les Alldeutschen planifiaient dans leurs écrits aurait, grâce à ses réglementations en faveur de l’ordre et l’exigence d’une « pureté de la race » de ses habitants, marqué l’accomplissement de l’État militariste autoritaire prussien avec sa révérence vis-à-vis de l’autorité et son uniformisation générale, liée à la discrimination des groupes marginaux ou des gens qui pensent différemment. L’accentuation exagérée portée sur le caractère national allemand concomitant à l’expulsion ou à l’assimilation forcée des populations slave et juive des territoires annexés, fut mise par les Alldeutschen au même niveau que le renforcement des « anciennes vertus allemandes » comme le zèle, le sens du devoir et un conservatisme fermement ancré au sol. Ici aussi, l’expansion et le renforcement étaient censés repousser à l’extérieur et donc apparemment résoudre des problèmes internes comme les tensions sociales ainsi que les injustices sociales, juridiques ou politiques.

## LeAlldeutscher Verbandau cours de la Première Guerre mondiale
La Première Guerre mondiale fut pour le Alldeutscher Verband une période de grand épanouissement. Enfin leurs exigences d’expansion continentales n’étaient plus isolées, puisque le nombre de ses adhérents croissait, comme son influence sur les partis de droite. Le groupement développait alors une importance qu’il n’avait jamais rencontrée précédemment au sein de la société allemande.
Pour une propagande tournée vers des objectifs en relation avec la guerre, le groupement n’était toutefois pas un medium approprié, en raison de l’acharnement dont il avait fait preuve pendant des années et qui l’avait fortement discrédité dans les milieux bourgeois. Pour cette raison, il s’en tint largement à un rôle de coordination et d’intermédiation joué en arrière-plan, ses membres s’engageant dans des groupes comme le « Unabhängigen Ausschuss für einen deutschen Frieden » (Comité indépendant pour une paix allemande). Celui-ci, avec des membres comme Stresemann; Westarp; Wangenheim (de); plus tard Tirpitz et H. St. Chamberlain; et son président pangermaniste Dietrich Schäfer, devint le centre des discussions portant sur le but de la guerre. Le Alldeutscher Verband agissait plutôt comme une espèce de « société holding » politico-idéologique qui fournissait aux autres associations des armes spirituelles. Par la suite, le Ausschuss allait prendre part à la fondation du Deutschen Vaterlandspartei (Parti de la patrie allemande), sorte de syndicat de tous les mouvements nationalistes auxquels collaboraient les mêmes hommes (02/09/1917).
Pendant la guerre, les radicaux pangermanistes soutenaient des objectifs extrêmes. Ainsi, ils préconisaient la création d’une union douanière en Europe centrale sous hégémonie allemande. En outre, les Pays-Bas et la Suisse ainsi que la Belgique (qu’ils appelaient « les parties de l’Empire allemand soustraites illégalement » [1648-1801]) et les parties isolées peuplées d’Allemands de l’Autriche-Hongrie ainsi que le Liechtenstein (appelés les « parties perdues de la Fédération » [1866]) devaient devenir membres de l’Empire allemand. De plus, des parties de la France devaient être mises sous surveillance allemande. Les plans concernant les frontières à l’Est étaient semblables : la Russie devait perdre une partie substantielle de ses territoires à l’Ouest. L’empire britannique devait être écrasé au profit de l’empire colonial allemand. Adolf Hitler reprit les idées relatives à l’espace vital (le Lebensraum) du Alldeutscher Verband. Le concept de Lebensraum fut forgé par le géographe et membre fondateur du Alldeutscher Verband, Friedrich Ratzel. Ce dernier écrivit au tournant du siècle que l’Histoire était un combat pour l’espace vital et postula un « instinct d’expansion » des « peuples sains ». L’idée de l’aménagement de l’Europe de l’Est en tant que zone à coloniser fut également propagée dans un livre soutenu par le Alldeutscher Verband et rédigé par le théoricien militaire Friedrich von Bernhardi « Deutschland und der nächste Krieg ».

## Développement de 1918 à 1939
Après la Première Guerre mondiale, le Alldeutscher Verband ne joua plus un grand rôle sur la scène publique. À l’instigation du haut fonctionnaire appartenant au Alldeutscher Verband et mentor, Paul Tafel (de), Anton Drexler avait fondé le DAP, précurseur du NSDAP. Dans la tourmente de l’après-guerre, il se lia au Parti des Corps Francs et soigna les contacts avec la réactionnaire Société Thulé. Le 19 octobre 1918, la direction du Alldeutscher Verband émit un appel dans lequel le groupement se reconnaissait pour la première fois ouvertement antisémite. Cet appel fut suivi le 16 février 1919 par la déclaration de Bamberg, qui confirmait la poursuite par le groupement de ses objectifs d’avant la guerre, tant au point de vue politique, que dans une perspective territoriale. En août 1919, suivit une modification du règlement qui recadrait la déclaration de Bamberg : rétablissement de l’Empire; création d’une armée forte; récupération des territoires perdus; développement racial du peuple allemand; exclusion des Juifs du groupement.
En 1926, le Alldeutscher Verband et son président de l’époque, Elatz, revinrent encore une fois sous les projecteurs de façon brève et négative. La police criminelle de Berlin avait trouvé chez lui et chez d’autres politiciens et hommes d’affaires des plans détaillés d’un coup d’État ayant pour objet l’anéantissement de la République et la création d’une dictature autoritaire. L’affaire généra dans la presse allemande une grande attention ainsi que beaucoup d’incompréhension (en dehors des journaux d’extrême-droite) et de refus.
Idéologiquement, le groupement se situait certes à proximité du NSDAP, mais ne le suivait toutefois pas inconditionnellement. En 1932, survint une brouille de courte durée entre le NSDAP et le groupement, lorsqu’il fut reproché au groupement d’avoir mis des bâtons dans les roues d'Hitler pour l’empêcher d’accéder à la chancellerie. En retour, les Alldeutscher reprochèrent aux Nationaux-socialistes d’avoir trahi l’idée nationale et invitèrent leurs sympathisants à soutenir le Deutschnationale Volkspartei (DNVP). Après la prise du pouvoir par le NSDAP, les Alldeutschen furent tolérés en raison de leur proximité idéologique. En définitive, le 13 mars 1939, le Alldeutscher Verband fut dissous par Reinhard Heydrich au motif que leur programme (à savoir le rassemblement de tous les Allemands au sein d’une Grande Allemagne) était rempli. Dans leur conception globale, dans leur exigence selon laquelle les Allemands en tant qu’individus devaient se soumettre sans conditions à tout le peuple, représenté par l’État et les pouvoirs publics, les projets du Alldeutscher Verband étaient incontestablement précurseurs du national-socialisme. L’expansion à l’Est, la conquête d’un nouvel espace vital ne furent pas des trouvailles d’Hitler, de « l’enfant des Alldeutschen » (Fritz Fischer) ou de Himmler, mais étaient des concepts qui avaient déjà été créés par les Alldeutschen.

## Nombre de membres
Un an après sa fondation, le Alldeutscher Verband possédait déjà 21 000 membres. Ce nombre ne sera jamais dépassé avant la Première Guerre mondiale. En 1894, en raison de dissensions internes, le nombre de membres avait régressé jusqu’à 4 600 à peine. En 1900, le groupement disposait à nouveau de plus de 20 000 et au moment de la déclaration de guerre de 1914, 18 000 membres étaient enregistrés. En 1918, ce nombre était monté à 36 377 avant de commencer à redescendre. Le Alldeutscher Verband atteignit son plus grand nombre d’affiliés en 1922 avec environ 52 000 membres. Par la suite, de nombreux membres quittèrent le mouvement si bien qu’en 1932, il ne comptait plus que huit mille membres (l'historien George L. Mosse donne le chiffre de 40 000 adhérents en 1922 et 8 000 en 1933). Jusqu’à sa dissolution en 1939, ce chiffre ne se modifia plus de façon significative. 
Outre l’affiliation à titre individuel, il existait également une affiliation réservée aux sociétés qui permettait à des associations entières de devenir membres du Alldeutscher Verband. En 1905, cent et une associations, représentant environ 130 000 personnes au total étaient membres du groupement. Il n’existe pas de chiffres disponibles sur ce point pour la période postérieure à la Première Guerre mondiale. 
Le groupement lui-même n’eut jamais beaucoup de membres et ne fut jamais un mouvement de masse. Il disposait toutefois d’affiliés et de sympathisants dans tous les secteurs importants de la vie publique par conséquent d’une influence importante. Les pangermanistes étaient ainsi, « dans l'ensemble, fort respectés » , et ont compris des personnalités prestigieuses telles que Max Weber, Gustav Stresemann ou l'historien Karl Lamprecht. Weber et Stresemann, qui soutenaient une politique extérieure offensive, quittèrent la Ligue en particulier en raison de l'accent mis par celle-ci sur les questions agricoles au détriment de l'industrie . Parmi les autres membres importants, Alfred Hugenberg, l'ancien directeur de Krupp, ou Ludwig Schemann, l'un des membres les plus extrémistes de l'organisation, qui avait diffusé les idées racistes de Gobineau et qui siégea au conseil d'administration de la Ligue .

## Le mouvement Alldeutscher en Autriche
Au Alldeutscher Verband de l’Empire correspondit en Autriche-Hongrie et, après la Première Guerre mondiale, dans la République d'Autriche allemande (1918/1919) et ensuite dans la République d'Autriche (à partir de 1919) la Alldeutscher Bewegung (ADB), dont les cadres provenaient souvent des organisations national-socialistes autrichiennes et dont le bastion se trouvait à Vienne.
Le fondateur du Alldeutschen Bewegung (mouvement alldeutschen) fut en 1901 le chevalier Georg von Schönerer. Les couleurs de la Alldeutschen Bewegung étaient le « Noir-Blanc-Rouge », à savoir les couleurs de l’Empire allemand, et il se considérait comme le successeur de la Deutschnationale Bewegung.
La Alldeutschen Bewegung était favorable à la  solution grande-allemande, c'était aussi un mouvement antisémite, antisocialiste, voire antibolchevique et antidémocratique. Avec l’incorporation des idées antisémites dans l’idéologie du mouvement commença la séparation d’avec les grands-allemands qui par ailleurs restaient fidèles aux Églises chrétiennes alors que Schönerer commençait à détacher son mouvement du judéo-christianisme en faveur de « Wotan ».

## Publications
- Mitteilungen des Allgemeinen Deutschen Verbandes. (1891-1893); tirage : 12 000 exemplaires
- Alldeutsche Blätter. (à partir de 1894); tirage hebdomadaire de 10 000 exemplaires
- Flugschriften des Alldeutschen Verbandes. (1894-1914); au total 34 numéros, avec tirage variable
- Der Kampf um das Deutschtum. (1897-1911); 16 numéros, quantités inconnues
- Handbuch des Alldeutschen Verbandes. (à partir de 1897)
- Alldeutsches Werbe- und Merkbüchlein. (à partir de 1897); une parution annuelle

### Sur le sujet
- (de) Rainer Hering, Konstruierte Nation. Der Alldeutsche Verband 1890 bis 1939, Hambourg, 2004
- (de) Edgar Hartwig et Dieter Fricke, Lexikon zur Parteiengeschichte, t. 1, Leipzig, 1983, « Alldeutscher Verband (ADV) 1891-1939 », p. 13-47
- (de) Alfred Kruck, Geschichte des Alldeutschen Verbandes, Wiesbaden, 1954
- (de) Michael Peters, Der Alldeutsche Verband am Vorabend des Ersten Weltkrieges (1908-1914) : Ein Beitrag zur Geschichte des völkischen Nationalismus im spätwilhelminischen Deutschland, Francfort-sur-le-Main, 1992
- (de) Heinrich Claß, Wider den Strom – Vom Werden und Wachsen der nationalen Opposition im alten Reich, Leipzig, 1932

### Connexe
- (de) Matthias Piefel, Antisemitismus und völkische Bewegung im Königreich Sachsen 1879–1914, Gœttingue, V&R unipress, 2004, 188 p. (ISBN 3-89971-187-4)
- (de) Henry Cord Meyer, Mitteleuropa in German Thought and Action 1815–1945, La Haye, 1955
- (de) Karlheinz Schädlich, Politik im Krieg 1914–1918. Studien zur Politik der deutschen herrschenden Klassen im ersten Weltkrieg, Berlin, 1964, « Der „Unabhängige Ausschuß für einen Deutschen Frieden als ein Zentrum der Annexionspropaganda des deutschen Imperialismus im ersten Weltkrieg »
- (de) Werner Maser, Die Frühgeschichte der NSDAP. Hitlers Weg bis 1924, Francfort-sur-le-Main, Athenäum Verlag, 1965
- (en) Fritz Fischer, Twenty-Five Years Later : Looking Back at the „Fischer Controversy“ and Its Consequences, 1988
- (de) Margaret Lavinia Anderson, Lehrjahre der Demokratie. Wahlen und politische Kultur im Deutschen Kaiserreich, Stuttgart, Franz Steiner Verlag, 2009